# Vața de Sus
Vața de Sus (en hongrois Fëlváca) est un des treize petits villages (hameaux) de la commune de Vața de Jos, en Roumanie (Transylvanie, dans le județ de Hunedoara.

## Histoire
L'existence de ce village est attestée depuis 1439. Dénommé Felso-Vattya, il est alors rattaché à la Hongrie. Il reste hongrois jusqu'en 1919.
En 1910, il avait 632 habitants ; en 1992, seulement 415.

## Personnes liées à Vața de Sus
- Arsenie Boca, (1910-1989), théologien orthodoxe et fresquiste.